# Live Evil
Live Evil — другий концертний альбом англійської рок-групи Black Sabbath з вокалістом Ронні Джеймсом Діо. Випущений у грудні 1982 року.

## Композиції
1. E5150 — 2:21
2. Neon Knights — 4:36
3. N.I.B. — 5:09
4. Children of the Sea — 6:05
5. Voodoo — 6:07
6. Black Sabbath — 8:39
7. War Pigs — 9:19
8. Iron Man — 7:29
9. The Mob Rules — 4:10
10. Heaven and Hell — 12:04
11. The Sign of the Southern Cross/Heaven and Hell (Continued) — 7:15
12. Paranoid — 3:46
13. Children of the Grave — 5:25
14. Fluff — 0:59

## Склад
- Гізер Батлер — бас
- Тоні Айоммі — гітара
- Ронні Джеймс Діо — вокал
- Вінні Аппісі — ударні